# Milly Carlucci
Camilla Patrizia Carlucci (n. 1 octombrie 1954, Sulmona, Abruzzo, Italia), cunoscută drept Milly Carlucci, este o actriță, cântăreață și moderatoare de televiziune italiană.